# Översvämningarna i Polen 1934

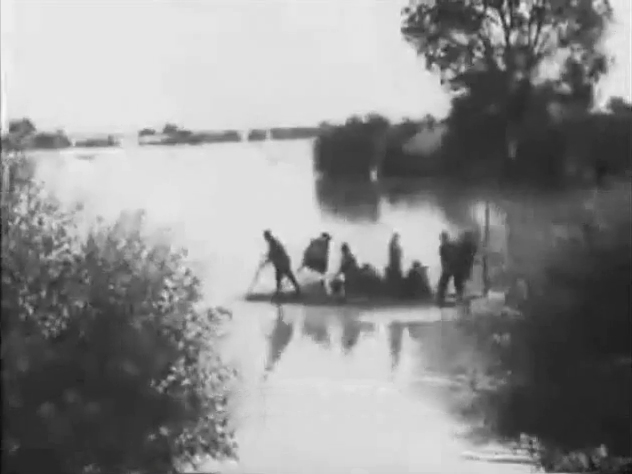
Lillpolen och Dobczyce översvämmade

Översvämningarna i Polen 1934 (polska: Powódź w Polsce, 1934) var de svåraste översvämningarna i mellankrigstidens Polen. Det hela började med kraftiga regn i Dunajec, mellan 13 och 17 juli 1934. De följande dagarna spred sig översvämningarna till Wisłas bifloder Raba, Wisłoka, och Skawa. Totalt dödades 55 personer och de materiella skadorna kostade uppskattningsvis 60 miljoner polska złoty.

### Fotnoter
1. ↑  Zbigniew W. Kundzewicz (25 oktober 2013). ”Adapting flood preparedness tools to changing flood risk conditions: the situation in Poland” (på engelska). Institute of Oceanology. sid. 386. http://www.iopan.gda.pl/oceanologia/562kundz.pdf. Läst 27 september 2014.